# Isochromodes subusta
Isochromodes subusta är en fjärilsart som beskrevs av W. Warren 1895. Isochromodes subusta ingår i släktet Isochromodes och familjen mätare. Inga underarter finns listade i Catalogue of Life.